# Cantonul Montlhéry
Cantonul Montlhéry este un canton din arondismentul Palaiseau, departamentul Essonne, regiunea Île-de-France, Franța.

## Comune
| Comune                   | Populație (1999) | Cod poștal | Cod INSEE   |
| ------------------------ | ---------------- | ---------- | ----------- |
| La Ville-du-Bois         | 7.138 hab.       | 91620      | 91 3 20 665 |
| Linas                    | 6.479 hab.       | 91310      | 91 3 20 339 |
| Longpont-sur-Orge        | 6.561 hab.       | 91310      | 91 3 20 347 |
| Marcoussis               | 7.909 hab.       | 91460      | 91 3 20 363 |
| Montlhéry                | 6.840 hab.       | 91310      | 91 3 20 425 |
| Nozay                    | 4.731 hab.       | 91620      | 91 3 20 458 |
| Saint-Jean-de-Beauregard | 278 hab.         | 91940      | 91 3 20 560 |